# A Diósgyőri VTK 2015–2016-os szezonja
Ez a szócikk a Diósgyőri VTK 2015–2016-os szezonjáról szól, mely sorozatban az 5., összességében pedig az 53. idénye a csapatnak a magyar első osztályban. A klub fennállásának ekkor volt a 105. évfordulója. A szezon 2015. július 18-án kezdődött, és 2016. április 30-án ért véget.

## Játékoskeret

### Vezetőedző-váltások
| Távozott vezetőedző | A távozás módja      | A távozás ideje                | Helyezés a tabellán | Érkezett vezetőedző | A kinevezés ideje  | Forrás      |
| ------------------- | -------------------- | ------------------------------ | ------------------- | ------------------- | ------------------ | ----------- |
| Vitelki Zoltán      | megbízott edző volt  | A 2014–2015-ös bajnokság végén | szezon előtt        | Bekő Balázs         | 2015. május 14.    | [ 1 ]       |
| Bekő Balázs         | megbízatása megszűnt | 2015. december 14.             | 9.                  | Egervári Sándor     | 2015. december 29. | [ 2 ] [ 3 ] |

## Statisztikák
Utolsó elszámolt mérkőzés dátuma: 2016. február 27.

### Összesített statisztika
A felkészülési mérkőzéseket nem vettük figyelembe.
| Lejátszott mérkőzés*              | 25 (22 OTP Bank Liga, 3 Magyar kupa)                                                               |
| Győzelem                          | 8 (6 OTP Bank Liga, 2 Magyar kupa)                                                                 |
| Döntetlen                         | 5 (5 OTP Bank Liga, 0 Magyar kupa)                                                                 |
| Vereség                           | 12 (11 OTP Bank Liga, 1 Magyar kupa)                                                               |
| Szerzett gól                      | 32 (23 OTP Bank Liga, 9 Magyar kupa)                                                               |
| Kapott gól                        | 35 (34 OTP Bank Liga, 1 Magyar kupa)                                                               |
| Gólkülönbség                      | –3                                                                                                 |
| Sárga lap                         | 58 (53 OTP Bank Liga, 5 Magyar kupa)                                                               |
| Kiállítás                         | 5 (5 OTP Bank Liga, 0 Magyar kupa)                                                                 |
| Legtöbbet figyelmeztetett játékos | minden hazai kiírás: 8 figyelmeztetés Lipták (8 ) csak OTP Bank Liga: 8 figyelmeztetés Lipták (8 ) |
| Legnagyobb arányú győzelem        | 7–0 Balatonfüredi FC (NB III), idegenben (2015. 09. 23. – Magyar kupa, 2. forduló)                 |
| Legnagyobb arányú vereség         | 0–5 MTK Budapest FC, idegenben (2015. 08. 08. – OTP Bank Liga, 4. forduló)                         |
| Legmagasabb hazai nézőszám        | 8 165 néző, Ferencvárosi TC 0–2 (2015. 10. 24. – OTP Bank Liga, 13. forduló)                       |
| Legalacsonyabb hazai nézőszám     | 1 911 néző, MTK Budapest FC 1–1 (2015. 12. 02. – OTP Bank Liga, 15. forduló)                       |
| Góllövőlista                      | 5 gól: Grumić (2 OTP Bank Liga, 3 Magyar kupa)                                                     |
| Pont*                             | 23/66 (34,8%)                                                                                      |

* Csak az OTP Bank Liga kiírást figyelembe véve.

### Kiírások
Dőlttel a jelenleg még le nem zárult kiírásokat illetve az azokban elért helyezést jelöltük.
| Kiírás        | Statisztikák | Statisztikák | Statisztikák | Statisztikák | Statisztikák | Statisztikák | Kezdő forduló/ helyezés  | Végső forduló/ helyezés | Mérkőzések dátumai | Mérkőzések dátumai |
| Kiírás        | M            | GY           | D            | V            | LG–KG        | GK           | Kezdő forduló/ helyezés  | Végső forduló/ helyezés | Első               | Utolsó             |
| ------------- | ------------ | ------------ | ------------ | ------------ | ------------ | ------------ | ------------------------ | ----------------------- | ------------------ | ------------------ |
| OTP Bank Liga | 22           | 06           | 05           | 11           | 23 – 34      | –11          | 3.                       | 9.                      | 2015. 07. 19.      | 2016. 02. 27.      |
| Magyar kupa   | 03           | 02           | 0            | 01           | 09 – 01      | 0+8          | 1. forduló (legjobb 112) | 3. forduló (legjobb 32) | 2015. 08. 12.      | 2015. 10. 14.      |
| Összesen      | 25           | 08           | 05           | 12           | 32 – 35      | 0–3          |                          |                         |                    |                    |

### Nézőszámok
Az alábbi táblázatban a Diósgyőri VTK 2015–16-os szezonjának hazai nézőszámai szerepelnek.
A táblázat nem tartalmazza a felkészülési mérkőzéseket.
      OTP Bank Liga
      Magyar kupa
      Bajnokok ligája
      Európa-liga
| Időpont       | Kiírás, forduló            | Ellenfél                  | Nézőszám   | Helyszín         |
| 2015. 07. 18. | OTP Bank Liga, 1. forduló  | Vasas SC                  | 04 351 fő  | DVTK-stadion     |
| 2015. 08. 01. | OTP Bank Liga, 3. forduló  | Videoton FC               | 04 264 fő  | DVTK-stadion     |
| 2015. 08. 15. | OTP Bank Liga, 5. forduló  | Debreceni VSC–TEVA        | 02 705 fő  | DVTK-stadion     |
| 2015. 08. 29. | OTP Bank Liga, 7. forduló  | Újpest FC                 | 04 580 fő  | DVTK-stadion     |
| 2015. 09. 19. | OTP Bank Liga, 9. forduló  | Puskás Akadémia FC        | 03 071 fő  | DVTK-stadion     |
| 2015. 10. 03. | OTP Bank Liga, 11. forduló | Swietelsky Haladás        | 03 409 fő  | DVTK-stadion     |
| 2015. 10. 24. | OTP Bank Liga, 13. forduló | Ferencvárosi TC           | 08 165 fő  | DVTK-stadion     |
| 2015. 11. 28. | OTP Bank Liga, 17. forduló | Paksi FC                  | 01 951 fő  | DVTK-stadion     |
| 2015. 12. 02. | OTP Bank Liga, 15. forduló | MTK Budapest FC           | 01 911 fő  | DVTK-stadion     |
| 2015. 12. 12. | OTP Bank Liga, 19. forduló | Békéscsaba 1912 Előre     | 02 661 fő  | DVTK-stadion     |
| 2016. 02. 20. | OTP Bank Liga, 21. forduló | Budapest Honvéd FC        | 02 991 fő  | DVTK-stadion     |
| Összesen      | 11 OTP Bank Liga mérkőzés  | 11 OTP Bank Liga mérkőzés | 040 059 fő | átlag: 03 642 fő |
| Összesen      | 0 Magyar Kupa mérkőzés     | 0 Magyar Kupa mérkőzés    | –          | –                |
| Összesen      | 11 mérkőzés                | 11 mérkőzés               | 040 059 fő | átlag: 03 642 fő |

### Játékvezetők
Azon játékvezetők, akik legalább egy mérkőzést vezettek a Diósgyőri VTK csapatának.
Az összesen vezetett mérkőzések száma alapján sorba rendezve.
Az azonos mérkőzésszámmal rendelkező játékvezetők között a vezetéknevük abc-sorrendjében.
A táblázat nem tartalmazza a felkészülési- és nemzetközi kupamérkőzéseket.
| Játékvezető       | Mérkőzés száma | Mérkőzés száma | Összesen |
| Játékvezető       | OTP Bank Liga  | Magyar kupa    | 25       |
| ----------------- | -------------- | -------------- | -------- |
| Erdős József      | 4              |                | 4        |
| Iványi Zoltán     | 3              |                | 3        |
| Vad II. István    | 3              |                | 3        |
| Farkas Ádám       | 2              |                | 2        |
| Kassai Viktor     | 2              |                | 2        |
| Pintér Csaba      | 2              |                | 2        |
| Szabó Zsolt       | 2              |                | 2        |
| Andó-Szabó Sándor | 1              |                | 1        |
| Bognár Tamás      | 1              |                | 1        |
| Karakó Ferenc     | 1              |                | 1        |
| Kovács Gergely    |                | 1              | 1        |
| Kovács J. Zoltán  |                | 1              | 1        |
| Molnár Attila     |                | 1              | 1        |
| Solymosi Péter    | 1              |                | 1        |

## OTP Bank Liga
Győzelem
      Döntetlen
      Vereség
| 1. forduló |

| Diósgyőr | 2 – 1 | Vasas |
| -------- | ----- | ----- |
|          |       |       |

| Részletek |

| 2. forduló |

| Ferencváros | 3 – 1 | Diósgyőr |
| ----------- | ----- | -------- |
|             |       |          |

| Részletek |

| 3. forduló |

| Diósgyőr | 1 – 2 | Videoton |
| -------- | ----- | -------- |
|          |       |          |

| Részletek |

| 4. forduló |

| MTK | 5 – 0 | Diósgyőr |
| --- | ----- | -------- |
|     |       |          |

| Részletek |

| 5. forduló |

| Diósgyőr | 0 – 2 | DVSC–Teva |
| -------- | ----- | --------- |
|          |       |           |

| Részletek |

| 6. forduló |

| Paks | 1 – 1 | Diósgyőr |
| ---- | ----- | -------- |
|      |       |          |

| Részletek |

| 7. forduló |

| Diósgyőr | 2 – 1 | Újpest |
| -------- | ----- | ------ |
|          |       |        |

| Részletek |

| 8. forduló |

| Békéscsaba | 1 – 1 | Diósgyőr |
| ---------- | ----- | -------- |
|            |       |          |

| Részletek |

| 9. forduló |

| Diósgyőr | 3 – 2 | Puskás Ak. |
| -------- | ----- | ---------- |
|          |       |            |

| Részletek |

| 10. forduló |

| Honvéd | 2 – 1 | Diósgyőr |
| ------ | ----- | -------- |
|        |       |          |

| Részletek |

| 11. forduló |

| Diósgyőr | 1 – 1 | Haladás |
| -------- | ----- | ------- |
|          |       |         |

| Részletek |

| 12. forduló |

| Vasas | 0 – 1 | Diósgyőr |
| ----- | ----- | -------- |
|       |       |          |

| Részletek |

| 13. forduló |

| Diósgyőr | 0 – 2 | Ferencváros |
| -------- | ----- | ----------- |
|          |       |             |

| Részletek |

| 14. forduló |

| Videoton | 2 – 1 | Diósgyőr |
| -------- | ----- | -------- |
|          |       |          |

| Részletek |

| 16. forduló |

| DVSC–Teva | 1 – 0 | Diósgyőr |
| --------- | ----- | -------- |
|           |       |          |

| Részletek |

| 17. forduló |

| DVTK | 1 – 1 | Paks |
| ---- | ----- | ---- |
|      |       |      |

| Részletek |

| 15. forduló |

| Diósgyőr | 1 – 1 | MTK |
| -------- | ----- | --- |
|          |       |     |

| Részletek |

| 18. forduló |

| Újpest | 2 – 1 | DVTK |
| ------ | ----- | ---- |
|        |       |      |

| Részletek |

| 19. forduló |

| DVTK | 2 – 0 | Békéscsaba |
| ---- | ----- | ---------- |
|      |       |            |

| Részletek |

| 20. forduló |

| Puskás Ak. | 1 – 0 | DVTK |
| ---------- | ----- | ---- |
|            |       |      |

| Részletek |

| 21. forduló |

| DVTK | 2 – 1 | Honvéd |
| ---- | ----- | ------ |
|      |       |        |

| Részletek |

| 22. forduló |

| Haladás | 2 – 1 | DVTK |
| ------- | ----- | ---- |
|         |       |      |

| Részletek |

| 23. forduló |

| Ferencváros | – | Diósgyőr |
| ----------- | - | -------- |
|             |   |          |

| Részletek |

| 24. forduló |

| Diósgyőr | – | Videoton |
| -------- | - | -------- |
|          |   |          |

| Részletek |

| 25. forduló |

| Újpest | – | Diósgyőr |
| ------ | - | -------- |
|        |   |          |

| Részletek |

| 26. forduló |

| Diósgyőr | – | Haladás |
| -------- | - | ------- |
|          |   |         |

| Részletek |

| 27. forduló |

| MTK | – | Diósgyőr |
| --- | - | -------- |
|     |   |          |

| Részletek |

| 28. forduló |

| Békéscsaba | – | Diósgyőr |
| ---------- | - | -------- |
|            |   |          |

| Részletek |

| 29. forduló |

| Diósgyőr | – | Puskás Ak. |
| -------- | - | ---------- |
|          |   |            |

| Részletek |

| 30. forduló |

| Vasas | – | Diósgyőr |
| ----- | - | -------- |
|       |   |          |

| Részletek |

| 31. forduló |

| Diósgyőr | – | Honvéd |
| -------- | - | ------ |
|          |   |        |

| Részletek |

| 32. forduló |

| DVSC–Teva | – | Diósgyőr |
| --------- | - | -------- |
|           |   |          |

| Részletek |

| 33. forduló |

| Diósgyőr | – | Paks |
| -------- | - | ---- |
|          |   |      |

| Részletek |

### Első kör
Győzelem
      Döntetlen
      Vereség
| 1. forduló 2015. július 18., szombat 18.00 |

| Diósgyőri VTK                                                       | 2 – 1               | Vasas SC                        |
| ------------------------------------------------------------------- | ------------------- | ------------------------------- |
| Grumić 28' Grúz 36' Kovács 19' Nikházi 45' Egerszegi 72' Takács 79' | (2 – 1) Jegyzőkönyv | 14' Lázok 45' Osváth 55' Berecz |

| DVTK-stadion, Diósgyőr Nézőszám: 4 351 Játékvezető: Solymosi Péter (magyar) Asszisztensek: Horváth Róbert és Kelemen Attila |

- DVTK: Antal — Okuka, Lipták, Kovács G., Husić — Egerszegi — Bacsa (Takács  72'), Nikházi, Koman, Kitl (Boros  46') — Grumić (Barczi  89'). Edző: Visinka Ede.

| 2. forduló 2015. július 26., vasárnap 18.00 |

| Ferencvárosi TC                    | 3 – 1               | Diósgyőri VTK                                            |
| ---------------------------------- | ------------------- | -------------------------------------------------------- |
| Nalepa 4' 76' Leandro 23' Böde 31' | (3 – 0) Jegyzőkönyv | 21' Egerszegi 41' Grumić 54' Barczi 87' Lipták 89' Okuka |

| Groupama Aréna, Budapest Nézőszám: 6 024 Játékvezető: Farkas Ádám (magyar) Asszisztensek: Albert István és Pintér Csaba |

- DVTK: Antal — Okuka, Lipták, Kovács G. (Bacsa  32'), Németh M., Husić — Nikházi (Barczi  46'), Egerszegi (Takács  72'), Koman, Kitl — Grumić. Vezetőedző: Bekő Balázs.

| 3. forduló 2015. augusztus 1., szombat 18.00 |

| Diósgyőri VTK                              | 1 – 2               | Videoton FC                                             |
| ------------------------------------------ | ------------------- | ------------------------------------------------------- |
| Koman 9' 61' Nemes 41' Okuka 44' Bacsa 70' | (1 – 0) Jegyzőkönyv | 90+3' Oliveira 90+5' 69' Pátkai 9' Vinícius 61' Maréval |

| DVTK-stadion, Diósgyőr Nézőszám: 4 264 Játékvezető: Iványi Zoltán (magyar) Asszisztensek: Buzás Balázs, Szpisják Zsolt |

- DVTK: Antal — Okuka, Lipták, Kovács G., Nemes — Egerszegi — Barczi (Takács  72'), Koman, Nikházi (Bognár  46'), Bacsa (Takács  88') — Grumić. Vezetőedző: Bekő Balázs.

| 4. forduló 2015. augusztus 8., szombat 18.00 |

| MTK Budapest FC                               | 5 – 0               | Diósgyőri VTK                   |
| --------------------------------------------- | ------------------- | ------------------------------- |
| Kanta 11' 90' Vadnai 30' Hrepka 59' Ramos 73' | (2 – 0) Jegyzőkönyv | 56′ Kovács 68' Lipták 88′ Antal |

| Illovszky Rudolf Stadion, Budapest Nézőszám: 831 Játékvezető: Erdős József (magyar) Asszisztensek: Berettyán Péter és Becséri Gergely |

- DVTK: Antal — Okuka (Németh  26'), Lipták, Kovács G., Nemes — Egerszegi — Bacsa (Takács  54'), Koman, Bognár I. (Kitl  54'), Barczi — Grumić. Vezetőedző: Bekő Balázs.

| 5. forduló 2015. augusztus 15., szombat 18.00 |

| Diósgyőri VTK         | 0 – 2               | Debreceni VSC–TEVA                   |
| --------------------- | ------------------- | ------------------------------------ |
| Lipták 25' Barczi 29' | (0 – 0) Jegyzőkönyv | 48' Máté 62' Balogh N. 82' Jovanović |

| DVTK-stadion, Diósgyőr Nézőszám: 2 705 Játékvezető: Andó-Szabó Sándor (magyar) Asszisztensek: Buzás Balázs és Georgiu Theodoros |

- DVTK: Radoš — Okuka (Németh  58'), Lipták, Tamás, Nemes — Egerszegi, Kitl (Halmai  29') — Bacsa, Koman, Barczi (Takács  69') — Grumić. Vezetőedző: Bekő Balázs.

| 6. forduló 2015. augusztus 22., szombat 18.00 |

| Paksi FC                                 | 1 – 1               | Diósgyőri VTK                                  |
| ---------------------------------------- | ------------------- | ---------------------------------------------- |
| Hahn 47' Kulcsár 51' Gévay 53' Szabó 87' | (0 – 0) Jegyzőkönyv | 51' 64' Nikházi 5' Lipták 68' Halmai 73' Bacsa |

| Fehérvári úti stadion, Paks Nézőszám: 800 Játékvezető: Pintér Csaba (magyar) Asszisztensek: Berettyán Péter és Horváth Róbert |

- DVTK: Radoš — Eperjesi, Lipták, Tamás, Nemes — Egerszegi — Bacsa, Nikházi, Koman (Halmai  19'), Barczi (Boros  90+2') — Novothny (Takács  65'). Vezetőedző: Bekő Balázs.

| 7. forduló 2015. augusztus 29., szombat 18.00 |

| Diósgyőri VTK                                                          | 2 – 1               | Újpest FC                      |
| ---------------------------------------------------------------------- | ------------------- | ------------------------------ |
| Bognár 90+2' Tamás 90+4' Nikházi 16' Bacsa 33' Barczi 65' Takács 90+5' | (0 – 1) Jegyzőkönyv | 14' Balogh 54' Hazard 90' Nagy |

| DVTK-stadion, Diósgyőr Nézőszám: 4 580 Játékvezető: Bognár Tamás (magyar) Asszisztensek: Lémon Oszkár és Georgiu Theodoros |

- DVTK: Radoš — Eperjesi, Lipták, Tamás, Nemes — James (Grumić  56'), Egerszegi — Bacsa, Nikházi (Bognár  34'), Barczi (Takács  75') — Novothny. Vezetőedző: Bekő Balázs.

| 8. forduló 2015. szeptember 12., szombat 18.00 |

| Békéscsaba 1912 Előre                            | 1 – 1               | Diósgyőri VTK                                                |
| ------------------------------------------------ | ------------------- | ------------------------------------------------------------ |
| Birtalan 18' 43' Vaskó 47' Ilizi 78' Borbély 87' | (1 – 0) Jegyzőkönyv | 87' 88' Okuka 2' Lipták 42' Egerszegi 89' Grumić 90+3' Bacsa |

| Kórház utcai stadion, Békéscsaba Nézőszám: 1 261 Játékvezető: Erdős József (magyar) Asszisztensek: Ring György, Becséri Gergely |

- DVTK: Radoš — Eperjesi, Lipták, Tamás, Németh M. — Egerszegi (Manjrekar  75') — Bacsa, Grumić, Bognár I., Barczi (Okuka  60') — Novothny (Takács  46'). Vezetőedző: Bekő Balázs.

| 9. forduló 2015. szeptember 19., szombat 18.00 |

| Diósgyőri VTK                          | 3 – 2               | Puskás Akadémia FC   |
| -------------------------------------- | ------------------- | -------------------- |
| Okuka 46' Novothny 66' Egerszegi 90+2' | (0 – 0) Jegyzőkönyv | 84' Pekár 86' Zsótér |

| DVTK-stadion, Diósgyőr Nézőszám: 3 071 Játékvezető: Kassai Viktor (magyar) Asszisztensek: Albert István és Buzás Balázs |

- DVTK: Radoš — Eperjesi, Kovács G., Tamás, Németh M. — James — Okuka (Takács  74'), Koman (Barczi  33'), Bognár I., Kitl (Egerszegi  67') — Novothny. Vezetőedző: Bekő Balázs.

| 10. forduló 2015. szeptember 26., szombat 18.00 |

| Budapest Honvéd FC                  | 2 – 1               | Diósgyőri VTK        |
| ----------------------------------- | ------------------- | -------------------- |
| Vernes 45+1' 44' Kamber 90+2' 90+1' | (1 – 0) Jegyzőkönyv | 50' Barczi 83' James |

| Bozsik József Stadion, Budapest Nézőszám: 961 Játékvezető: Szabó Zsolt (magyar) Asszisztensek: Bozó Zoltán és Király Krisztián |

- DVTK: Radoš — Eperjesi, Lipták, Tamás, Németh M. — Okuka, James, Kitl, Barczi — Bognár I. — Novothny (Grumić  72') · Fel nem használt cserék: Bősz (kapus), Kovács, Takács, Egerszegi, Nemes, Ternován. Vezetőedző: Bekő Balázs.

| 11. forduló 2015. október 3., szombat 18.00 |

| Diósgyőri VTK          | 1 – 1               | Szombathelyi Haladás                      |
| ---------------------- | ------------------- | ----------------------------------------- |
| Novothny 16' Tamás 90' | (1 – 1) Jegyzőkönyv | 16' Németh 15' Fehér 67' Medgyes 75' Gaál |

| DVTK-stadion, Diósgyőr Nézőszám: 3 409 Játékvezető: Iványi Zoltán (magyar) Asszisztensek: Albert István és Szpisják Zsolt |

- DVTK: Radoš — Eperjesi, Lipták, Kovács G,. Tamás — James (Egerszegi  65') — Okuka, Barczi, Kitl, Takács (Grumić  65') — Novothny · Fel nem használt cserék: Bősz (kapus), Németh, Kövér, Boros, Ternován. Vezetőedző: Bekő Balázs.

### Második kör
Győzelem
      Döntetlen
      Vereség
| 12. forduló 2015. október 17., szombat 18.00 |

| Vasas SC                 | 0 – 1               | Diósgyőri VTK                                      |
| ------------------------ | ------------------- | -------------------------------------------------- |
| Könyves 36' Remili 90+1' | (0 – 0) Jegyzőkönyv | 70' Bacsa 36' Tamás 80' Lipták 81' Okuka 88' James |

| Illovszky Rudolf Stadion, Budapest Nézőszám: 1 050 Játékvezető: Karakó Ferenc (magyar) Asszisztensek: Viszokai László és Becséri Gergely |

DVTK: Radoš — Eperjesi (Bacsa  69'), Lipták, Tamás, Nemes — James, Kitl (Egerszegi  90+2') — Okuka, Bognár (Nikházi  87'), Barczi — Novothny · Fel nem használt cserék: Egyed (kapus), Kovács, Németh, Koman. Vezetőedző: Bekő Balázs.
| 13. forduló 2015. október 24., szombat 18.00 |

| Diósgyőri VTK                  | 0 – 2               | Ferencvárosi TC                  |
| ------------------------------ | ------------------- | -------------------------------- |
| Tamás 17′ Kitl 55' Nikházi 73' | (0 – 1) Jegyzőkönyv | 29' Šesták 79' Lamah 32' Ramírez |

| DVTK-stadion, Diósgyőr Nézőszám: 8 165 Játékvezető: Szabó Zsolt (magyar) Asszisztensek: Berettyán Péter és Medovarszki János |

DVTK: Radoš — Okuka, Lipták, Tamás, Nemes — James, Kitl (Nikházi  59') — Bacsa, Bognár (Koman  46'), Barczi — Novothny (Takács  75') · Fel nem használt cserék: Egyed (kapus), Kovács, Egerszegi, Németh. Vezetőedző: Bekő Balázs.
| 14. forduló 2015. október 31., szombat 18.00 |

| Videoton FC                                              | 2 – 1               | Diósgyőri VTK                                              |
| -------------------------------------------------------- | ------------------- | ---------------------------------------------------------- |
| Sejben 47' Nego 70' 49' Juhász 45' Kovács 50' Suljić 51' | (0 – 1) Jegyzőkönyv | 44' Grumić 48' Lipták 48' Egerszegi 49' Okuka 65' Eperjesi |

| Sóstói Stadion, Székesfehérvár Nézőszám: 2 413 Játékvezető: Vad II. István (magyar) Asszisztensek: Albert István és Bozó Zoltán |

DVTK: Radoš — Eperjesi (Barczi  75'), Lipták, Kovács G., Nemes — Egerszegi, Kitl — Okuka, Novothny (Bognár  75'), Koman (Bacsa  85') — Grumić · Fel nem használt cserék: Egyed (kapus), Nikházi, James, Németh. Vezetőedző: Bekő Balázs.
| 16. forduló 2015. november 21., szombat 15.30 (TV: M4 Sport) |

| Debreceni VSC–TEVA                              | 1 – 0               | Diósgyőri VTK            |
| ----------------------------------------------- | ------------------- | ------------------------ |
| Sidibe 23' Nagy 31' Jovanović 45' Szakály 90+3' | (1 – 0) Jegyzőkönyv | 33' Grumić 85' Egerszegi |

| Nagyerdei stadion, Debrecen Nézőszám: 2 615 Játékvezető: Iványi Zoltán (magyar) Asszisztensek: Buzás Balázs és Király Krisztián |

DVTK: Radoš — Eperjesi, Lipták, Tamás, Nemes — Koman, Egerszegi, Kitl (Bognár  57'), Barczi (Nikházi  77') — Novothny (Griffiths  72') — Grumić · Fel nem használt cserék: Egyed (kapus), Husić, Bacsa, Németh. Vezetőedző: Bekő Balázs.

Kezdés után úgy tűnt, szombat délután a Diósgyőr mindenképp meg szeretné törni tízmeccses nyeretlenségi sorozatát: előbb Koman Vladimir került nagy helyzetbe, majd Novothny Soma csúsztatott kapura, de a debreceni kapus Radosevics mindkét esetben a helyén volt. A miskolciak nem adták fel, és tovább támadtak, mégis a hazaiak szerezték meg a vezetést. Ibrahima Sidibe lépett ki a leshatáron és egy visszacsel után kilőtte az alsó sarkot, ezzel vezetéshez juttatva a DVSC-t. A Diósgyőr a kapott gól után sem adta fel a győzelem esélyét, és a mérkőzés végéig támadásban maradt, de sem Koman , sem Novothny nem tudott túljárni a hazai kapus eszén, így a DVSC-TEVA vitte a három pontot a keleti rangadón.
| 17. forduló 2015. november 28., szombat 15.30 |

| Diósgyőri VTK                               | 1 – 1               | Paksi FC                                        |
| ------------------------------------------- | ------------------- | ----------------------------------------------- |
| Griffiths 87' Kitl 35' Grumić 65′ Okuka 80' | (0 – 1) Jegyzőkönyv | 31' Balázs 25' Kesztyűs 41' Lenzsér 86' Kecskés |

| DVTK-stadion, Diósgyőr Nézőszám: 1 951 Játékvezető: Farkas Ádám (magyar) Asszisztensek: Tóth II. Vencel és Varga Gábor |

DVTK: Radoš — Okuka, Lipták, Tamás, Husić — Koman (Bognár  66'), James (Griffiths  55'), Kitl, Barczi — Novothny (Bacsa  55') — Grumić. · Fel nem használt cserék: Antal (kapus), Nikházi, Nemes, Eperjesi. Vezetőedző: Bekő Balázs.

Az első félóra a hazaiaké volt, de csak helyzetekig jutott a Diósgyőr, míg a 31. percben egy védelmi hibát kihasznált a Paks: Lipták veszített labdát, Bartha László szerezte meg, Koltai Tamást indította, aki beadott, az érkező Balázs Zsolt pedig 10 méterről a kapu jobb oldalába lőtt (0–1). A gólt követően nagy DVTK-lehetőség maradt ki, majd visszaesett némileg a házigazdák támadójátéka. A 65. percben Miroslav Grumic piros lapot kapott egy súlyos szabálytalanságért, de így is támadásban maradtak a hazaiak, és a 87. percben megszerezték az egyenlítő találatot, Okuka jobbról ívelt középre Georges Griffiths pedig a kimozduló Molnár kapus fölött a háló közepébe bólintott (1–1), beállítva a végeredményt.
| 15. forduló 2015. december 2., szerda 18.30 |

| Diósgyőri VTK                   | 1 – 1               | MTK Budapest FC                               |
| ------------------------------- | ------------------- | --------------------------------------------- |
| Bacsa 69' Novothny 65' Kitl 89' | (0 – 1) Jegyzőkönyv | 38' Torghelle 22' Poór 65' Ramos 73' Střeštík |

| DVTK-stadion, Diósgyőr Nézőszám: 1 911 Játékvezető: Vad II. István (magyar) Asszisztensek: Farkas Balázs és Szalai Dániel |

DVTK: Radoš — Okuka, Lipták, Tamás, Husić (Griffiths  59') — Egerszegi (Barczi  42') — Bacsa, Kitl, Koman — Bognár (Nikházi  68') — Novothny · Fel nem használt cserék: Antal (kapus), Takács, Nemes, Eperjesi. Vezetőedző: Bekő Balázs.

A diósgyőriek idegesen, pontatlanul játszottak az első félidőben, az MTK nemcsak irányította a találkozót, hanem a vezetést is megszerezte, Ramos labdájával Torghelle Sándor tört erőszakosan kapura, és kissé kiszorított helyzetből a kapus fölött a hálóba emelt (0-1). A fordulás után feljavultak a hazaiak, helyzeteket alakítottak ki, és ebből a 69. percben gólt is szereztek, egy bal oldali beadást követően Bacsa Patrik közelről a hálóba lőtt (1-1). Az utolsó húsz perc a DVTK-é volt, de a hazaiak nem tudták bevenni Hegedűs kapuját, így be kellett érnie az egy ponttal.
| 18. forduló 2015. december 5., szombat 14.30 |

| Újpest FC             | 2 – 1               | Diósgyőri VTK    |
| --------------------- | ------------------- | ---------------- |
| Bardhi 33' Diagne 88' | (1 – 0) Jegyzőkönyv | 53' 82' Novothny |

| Szusza Ferenc Stadion, Budapest Nézőszám: 2 514 Játékvezető: Pintér Csaba (magyar) Asszisztensek: Berettyán Péter és Georgiu Theodoros |

DVTK: Radoš — Eperjesi, Lipták, Kovács G., Tamás (Németh  46') — Okuka, Koman, Kitl (Griffiths  61'), Barczi (Bognár  75') — Bacsa, Novothny · Fel nem használt cserék: Antal (kapus), Takács, James, Nemes. Vezetőedző: Bekő Balázs.

A mérkőzés első félórája a Diósgyőré volt, a vendégek aktívabbak voltak, kialakítottak egy óriási lehetőséget is, de Novothny Soma nem tudta bevenni Balajcza Szabolcs kapuját. A 33. percben egy villanás elég volt a hazaiaknak a gólszerzéshez, Enis Bardhi 26 méterről, szabadrúgásból lőtt mesterien a kapu jobb oldalába (1–0). Az első félidőben is jó iramú mérkőzés a második játékrészre még inkább felpörgött, a DVTK mindent beleadott az egyenlítés érdekében, és az 58. percben sikerrel járt: Koman bal oldali szabadrúgása után Novothny Soma fejelt 8 méterről a kapu jobb oldalába (1–1). A folytatásban mindkét együttes óriási erőket mozgósított a gólszerzés érdekében, egy pillanatnyi üresjárat sem lassította a tempót, itt is ott is adódtak helyzetek. Végül az Újpest szerezte meg a győztes gólt, a 88. percben a diósgyőri védők többszöri felszabadítási kísérlete nem hozott sikert, némi szerencsével Diagne előtt maradt a labda, a csatár pedig 14 méterről a kapu bal oldalába bombázott (2–1).
- A Diósgyőr a legutóbbi hat fordulóban nyeretlen maradt.
- Idegenben kilenc meccséből hatot, köztük a legutóbbi hármat elveszítette.

| 19. forduló 2015. december 12., szombat 15.30 |

| Diósgyőri VTK          | 2 – 0               | Békéscsaba 1912 Előre        |
| ---------------------- | ------------------- | ---------------------------- |
| Novothny 28' Koman 61' | (1 – 0) Jegyzőkönyv | 42' Laczkó 40′, 60′ Piermayr |

| DVTK-stadion, Diósgyőr Nézőszám: 2 661 Játékvezető: Erdős József (magyar) Asszisztensek: Viszokai László és Kelemen Attila |

DVTK: Radoš — Okuka, Lipták, Kovács, Németh — Bacsa (Grumić  73'), Egerszegi, Kitl, Koman (Eperjesi  83') — Barczi (Takács  90') — Novothny · Fel nem használt cserék: Antal (kapus), Griffiths, Husić, Nemes. Vezetőedző: Bekő Balázs.

Mindkét csapat számára nagyon fontos volt a győzelem, de az első félórában a DVTK-n látszott jobban, hogy tenni szeretne a gólszerzésért. A 28. percben megszerezte a vezetést a hazai együttes, Barczi ment el a bal oldalon, beadása után Bacsa visszagurított az érkező Novothny Soma elé, aki 14 méterről a jobb felső sarokba bombázott (1–0). A gól után is veszélyesebben futballozott a Diósgyőr, és a 62. percben megduplázta előnyét, egy rövid felszabadítást követően Koman Vladimir 20 méterről a bal alsó sarokba lőtt (2–0). A csabai remények a 65. percben foszlottak végleg szerte, amikor Laczkó Zsolt megkapta második sárgáját. Emberhátrányban esélyük sem volt a szépítésre a vendégeknek, a DVTK megérdemelten nyerte meg a meccset.
Végig domináltuk a mérkőzést, nagyon akartuk a győzelmet és sokat is tettünk érte. Amennyit a pálya talaja engedett, annyit megpróbáltunk kihozni a játékunkból. Próbáltunk gördülékenyen játszani, minél több helyzetet kialakítani, ami hálistennek megmutatkozott gólokban is. Véget ért a hét szűk esztendő, örülök, hogy örömet tudtunk szerezni a szurkolóinknak és magunknak.
Elsősorban gratulálok a Diósgyőrnek a három pontért! Az első percben kis szerencsével előnyt szerezhettünk volna, azonban a hazai kapus rutinosan olvasta a játékot, így nem sikerült. Stabilan védekeztünk, nem adtunk nagy területet, hogy mögénk kerüljön a DVTK. Egy kipattanó labdára nem értünk oda időben, amit jól használt ki a Diósgyőr és megszerezték a vezetést. A második félidőt igyekeztünk megnyomni, közelebb játszani a kapuhoz, ami miatt természetesen hátul fellazultunk. Ez kihasználta a DVTK és kétgólos előnyt szerzett. Addig is nehéz volt a meccs, ami még nehezebb lett emberhátrányban. A csapatom megmutatta karakterét, nem adta fel hátrányban sem. Kerestük a lehetőséget, próbáltunk olyan rést találni, amivel közelebb juthatunk volna a kapuhoz. A labdarúgás olyan, ha nem használod ki a lehetőségeid, akkor a játék büntet. Érdekes meccset játszottunk, de pontot nem tudtunk szerezni, azonban nagyon sokat tanultunk a mérkőzésből.
- A Diósgyőri VTK szeptember 19. óta először nyert hazai bajnoki mérkőzést. Az idegenbelieket is figyelembe véve október 17. óta először győzött.
- Ez volt a DVTK első kétgólos, s a második kapott gól nélküli győzelme az idényben.
- Novothny Soma a negyedik gólját érte el, az utolsó két őszi fordulóban két gólt szerzett. Az Itáliából hazatért korosztályos válogatott csatár lett a borsodi klub házi gólkirálya az őszi idényben.
- Koman Vladimir augusztus elseje, a Videoton FC elleni, büntetőből lőtt gólja óta először talált a kapuba.
- Az utolsó helyen álló Békéscsaba Laczkó Zsolt kiállítása (65.) miatt tíz emberrel fejezte be a mérkőzést.
- Zoran Szpisljak együttese hetedszer kapott ki vendégként, s ezzel beérte a Vidit.
- A Viharsarok lila-fehérjeinek nem ment a keleti régióbeli vetélytársak ellen. A DVSC-Teva és a Diósgyőr elleni négy találkozón mindössze egy pontot szerzetek. A két idegenbeli meccset 0-9-es gólkülönbséggel veszítették el.[6]

| 20. forduló 2016. február 13., szombat 15.30 |

| Puskás Akadémia FC           | 1 – 0               | Diósgyőri VTK           |
| ---------------------------- | ------------------- | ----------------------- |
| Pekár 3' (11-esből) Ljopa 7' | (1 – 0) Jegyzőkönyv | 36' Barczi 90+2' Lipták |

| Pancho Aréna, Felcsút Nézőszám: 1 627 Játékvezető: Vad II. István (magyar) Asszisztensek: Albert István és Lémon Oszkár |

DVTK: Radoš — Okuka, Lipták, Kovács, Nemes — James (Bacsa  46'), Elek — Barczi, Bognár (Egerszegi  85'), Koman — Novothny (Griffiths  63') · Fel nem használt cserék: Antal (kapus), Németh, Ternován, Eperjesi. Vezetőedző: Egervári Sándor.

A Pancho Arénában nem kellett sokat várni az első tavaszi gólra, Pekár László a 3. percben, egy kezezés miatt megítélt büntetőből szerzett vezetést a Puskás Akadémiának. A folytatásban mindkét oldalon sok volt a pontatlanság, ezért az ígéretesnek induló akciók sem zárultak igazán nagy helyzetekkel. A második félidőben mindkét együttesnek voltak jobb periódusai, de a támadószekciók tagjai nem fogtak ki igazán jó napot, ezért újabb gól nem született, az akadémisták otthon tartották a három pontot, ezzel elkerültek a kiesőzónából, és egy pontra megközelítették a DVTK-t a tabellán.
Számunkra ez nagyon nehéz mérkőzés volt, az első mérkőzést mindig nagy várakozás előzi meg, különösen amilyen helyzetben vagyunk. A középpályán jól szűrtük az ellenfél támadásait, igazi veszélyt a DVTK szögletei, pontrúgásai, és hosszú beadásai jelentettek. A csapat valódi csapatként működött, segítették egymást a játékosok, biztosak vagyunk benne, ahogy telnek a mérkőzések, csak jobban fogunk játszani. mert több van bennünk. Megérdemelten nyertünk, és bízunk a sikeres folytatásban.
Az első félidőben bátortalanabbul játszottunk, talán a gyorsan bekapott gól – ami egy kézre pattant labda miatt megítélt büntető után esett – jobban megfogta a csapatot, mint ahogy arra számítottam. A második félidőben több erőt mozgósítottunk, rá tudtuk erőltetni az akaratunkat az ellenfélre. A másik oldalon is pattant kézre labda, azonban sajnos mi ebből nem kaptunk 11-est. De nem ezen múlt a mérkőzés, hanem azon, hogy döntő pillanatba nem találtuk meg passzokkal az ékjeinket. Ezen kívül volt kapufánk, adódott lehetőség Barczi előtt, megvoltak a helyzetek, többet ki kellett volna hozni magunkból a második félidőben. Nem az akarattal volt ma baj, sokkal inkább higgadtabban kellett volna a végjátékot felépíteni, ahogy azt a korábbi mérkőzéseken meg tudták tenni a srácok.
- A Puskás Akadémia sorozatban harmadszor (azaz élvonalbeli története során minden egyes alkalommal) egygólos mérkőzéssel kezdte a tavaszi bajnoki idényt. A sor világos: páros évben győzelem, páratlanban vereség.
- Robert Jarni legénysége a harmadik hazai győzelmét aratta az OTP Bank Liga 2015–2016-os idényében. Mindegyik 1-0-s siker volt, mindegyiknél Pekár László lőtte a győztes gólt.
- Pekár László lőtte a tavaszi idény első bajnoki gólját az OTP Bank Ligában. A szezonbeli hetedik bajnoki góljánál tartó támadó lőtte a Puskás Akadémia első gólját ősszel is.
- Pekár 2012. november 2. óta, három különböző klub színeiben, ötödször játszott a DVTK ellen. A mostani volt az első, amelyet nem veszített el ezek közül.
- Egervári Sándor vereséggel tért vissza az NB I-be.
- A Diósgyőri VTK sorozatban a negyedik egygólos idegenbeli bajnoki vereségét szenvedte el.
- Eddig hatszor találkoztak egymással a felek a legmagasabb osztályban, és még soha nem született döntetlen. Az első mérkőzés kivételével (Puskás FC–DVTK 0–2) mindig egyetlen góllal nyert valamelyik fél.

| 21. forduló 2016. február 20., szombat 15.30 (TV: M4 Sport) |

| Diósgyőri VTK                                | 2 – 1               | Budapest Honvéd FC                                                         |
| -------------------------------------------- | ------------------- | -------------------------------------------------------------------------- |
| Bacsa 18' 34' Kovács 71' Tamás 81' Radoš 88' | (2 – 0) Jegyzőkönyv | 69' Kamber 23' Ignjatović 28' Szilágyi 47' Ikenne-King 74' Nagy 76' Gazdag |

| DVTK-stadion, Diósgyőr Nézőszám: 2 991 Játékvezető: Kassai Viktor (magyar) Asszisztensek: Tóth II Vencel és Szpisják Zsolt |

DVTK: Radoš — Okuka, Lipták, Kovács, Nemes — Koman (Bognár  90+2'), Egerszegi, Elek — Bacsa, Novothny (Griffiths  58'), Barczi (Tamás  70') · Fel nem használt cserék: Antal (kapus), James, Nikházi, Eperjesi. Vezetőedző: Egervári Sándor.

Az első félidőben a DVTK dominált, a több kulcsemberét is nélkülöző Honvéd nem találta a meccs ritmusát. A 18. percben Bacsa Patrik indult meg keresztbe a jobbösszekötő helyéről a 16-oson belül, három védőt is maga mögött hagyott, majd a bal összekötő helyéről, 13 méterről ballal a bal alsó sarokba helyezett (1–0). A 34. percben elképesztő hibát követően duplázta meg előnyét a Diósgyőr: Vernes Richárd kezdett el cselezgetni saját 16-osán belül, de elvesztette a labdát, amit Bacsa passzolt közelről a hálóba (2–0). A második félidőre megváltozott a játék képe, a Honvéd feljavult, és egyre többet veszélyeztetett, a DVTK támadójátéka pedig a meccs végéhez közeledve jelentősen visszaesett. A 69. percben egy szabadrúgást követően Bobál Dávid erőszakossága eredményezett gólhelyzetet, a fiatal védő passzából Đorđe Kamber helyezett közelről az üres kapuba (2–1). A hátralévő időben a kispestiek sokat tettek az egyenlítésért, de mindhiába, a hazaiak megőrizték előnyüket a lefújásig.
Nagyon jól kezdtük a mérkőzést, és az első félidőt végig uraltuk, lehetőségeket alakítottunk ki a gólok mellett is. A második játékrészben is megvoltak a lehetőségeink, azok sajnos nem végződtek góllal, így az utolsó félórában magunkra húztuk az ellenfelet. A Honvéd kellemetlen, ívelgetős futballja miatt sokat tartózkodtunk a 16-oson belül, és kevésbé tudtuk kézben tartani a játékot, mint korábban. Az ellenfél kombinatív játékkal nem tudott mögénk kerülni, csak ívelgetéssel – ennek ellensúlyozására magasabb játékosokat küldtünk pályára –, valamint lecsorgó labdák után adódott lehetőségük, mi pedig a támadó harmadban az elmúlt héthez képest többet tartózkodtunk az ellenfél 16-osán belül, ahol olyan dolgok történtek, amivel megérdemelten szereztük meg a három pontot. Ma a védekezés és a támadó szekció is viszonylag jól működött. Összességében örülök a győzelemnek, többet hoztunk ki magunkból, mint a múlt héten, bízom benne, hogy a jövő héten még több lesz. Megpróbálunk fölzárkózni a középmezőnyhöz.
Próbáltunk kezdeményezni a mérkőzésen, azonban sajnos óriási hibát követtek el a védők, akik nem léptek ki a védelem előtt keresztbe mozgó Bacsa Patrikra, aki gólt is szerzett ebből a helyzetből. A második gólról szót sem szabad ejteni, mert ilyen szituáció nem fordulhat elő, a kölyökfutballban sem szabad hasonló hibát elkövetni. Ezzel óriási előnyt adtunk az ellenfélnek. A kemény nem jó kifejezés, amilyen stílusban beszéltem a játékosokkal a szünetben, meg is lett az eredménye a folytatásban. A második félidőben köszönhetően a cseréknek és a strukturális változtatásoknak mi kerekedtünk fölül, de végére nem lett meg a döntetlen. Nem kezdtük túl jól a bajnokságot, de folytatjuk a munkát.
- Egervári Sándor győzelemmel mutatkozott be hazai közönség előtt. Ezt megelőzően 2008. október 5-én nyert legutóbb bajnoki mérkőzést soros csapatával.
- A Diósgyőr az idény során másodszor nyert egy megnyert hazai bajnoki után egy újabbat.
- A borsodi legénység pályaválasztóként augusztus 15. óta csupán a listavezető Ferencvárostól szenvedett vereséget.
- Bacsa Patrik élvonalbeli pályafutása során harmadszor szerzett egy élvonalbeli bajnoki mérkőzésen két gólt. Az első két alkalom egy 2012-es, Vasas, illetve egy 2013-as, Mezőkövesd elleni siker volt.
- A Bp. Honvéd két vereséggel kezdte a tavaszi idényt. Tavaly is így indított, de aztán a további 11 fordulóban már csak összesen kapott ki kétszer.
- A kispestiek vendégként eddig mindössze kétszer nyertek az idényben, előbb Békéscsabán, majd Felcsúton, a Puskás Akadémia ellen. Nem javult ez a rossz mérleg sem, mint ahogyan egyik másik sem: 2009. szeptember 19. óta nem nyertek Diósgyőrben.
- Đorđe Kamber, aki első magyarországi élvonalbeli klubja hálójába talált be, már nyolc találatnál jár az OTP Bank Liga 2015–2016-os idényében. Ezzel beállította eddigi csúcsát, a Győri ETO-val nyert bajnoki cím idényében 27 meccsen jutott nyolc gólig.[9]

| 22. forduló 2016. február 27., szombat 15.30 |

| Swietelsky–Haladás                                        | 2 – 1               | Diósgyőri VTK                       |
| --------------------------------------------------------- | ------------------- | ----------------------------------- |
| Wils 33' 68' Ugrai 90+2' Király 28' Martínez 39' Gaál 50' | (1 – 1) Jegyzőkönyv | 29' (11-esből) Barczi 87' Griffiths |

| Káposztás utcai Stadion, Sopron Nézőszám: 2 127 Játékvezető: Erdős József (magyar) Asszisztensek: Ifj. Varga Gábor és Takács Gábor |

DVTK: Radoš — Okuka, Lipták, Kovács, Nemes — Koman, Egerszegi, Elek, Barczi — Bognár, Novothny (Griffiths  75') · Fel nem használt cserék: Zöldesi (kapus), James, Nikházi, Tamás, Ternován, Eperjesi. Vezetőedző: Egervári Sándor.

Az első félidő első felében nem tudtak komolyabb helyzeteket kialakítani a csapatok a soproni összecsapáson, a 28. percben azonban vezetést szerzett a DVTK: Király Gábor szabálytalankodott a 16-oson belül kilépő Bognár Istvánnal szemben, a megítélt büntetőt Barczi Dávid értékesítette (0–1). Három percre rá egyenlített a Haladás, egy jobb oldali beadást követően Stef Wils lőtt a kapu bal oldalába (1–1). A második félidőben a diósgyőriek sokkal aktívabbak voltak, sokat tettek a győztes gól megszerzéséért, de hiába. Sőt, a 92. percben győztes gólt szerzett a Haladás, Bošnjak átadása után Ugrai Roland vette át a labdát, majd 14 méterről a bal alsó sarokba lőtt (2–1).
Nyílt sisakos mérkőzést láthattunk, mind a két csapat az utolsó pillanatig győzelemre játszott. El kell ismerni, hogy a Diósgyőrnek is végig megvolt a lehetősége arra, hogy akár mind a három pontot megszerezze. Szögleteinkben nagy veszély volt, azonban a DVTK jól kontrázott, az első gól is egy ilyen szituáció után esett, Jánvári befejelhette volna, az ellentámadás végén mégis a DVTK került előnybe. Hihetetlenül izgalmas mérkőzés volt, és egy nagyon jó Diósgyőrt tudtunk az utolsó pillanatban legyőzni.
Olyan mérkőzést veszítettünk el, amit megnyerhettünk volna. Voltak nagy fordulópontjai ennek a mérkőzésnek, a 11-es esetnél a pályák nagy részén hasonló esetben a kapust ki is állítják. Ha így történik, akkor az nyilvánvalóan nagy előnyt jelentett volna. A második félidőben magunknak tettük nehézzé a mérkőzést, megvoltak a lehetőségeink, többet játszottunk az ellenfél térfelén, azonban nem sikerült ezeket a támadásokat góllal zárni. A hosszabbításban pedig megbüntetett a sors minket, mert nem éltünk azzal a lehetőséggel, amit a második félidő jelentős részében felépítettünk magunknak. Gratulálok az ellenfélnek!
- A Diósgyőri VTK a legutóbbi hét, vendégként játszott meccséből hatot elveszített.
- Barczi Dávid a DVTK harmadik tizenegyes-gólját lőtte a szezonban. Azokon a találkozókon, amelyeken diósgyőri játékos büntetőt értékesített, nem tudott nyerni a csapat. A támadó szeptember 26. óta az első gólját érte el
- A Haladás az utolsó pillanatokban szerzett góllal nyert a Sopronban vívott első hazai mérkőzésén.
- A szombathelyiek a legutóbbi két, pályaválasztóként játszott bajnoki meccsüket megnyerték. Ilyesfajta duplázásra 2014. április vége óta mindössze egyszer voltak képesek a mostanit megelőzően.
- Mészöly Géza együttese pályaválasztóként eddig minden vidéki vetélytárs ellen szerzett gólt az OTP Bank Liga 2015–2016-os idényében, ellenben a fővárosi riválisok ellen ötből háromszor nem, s e meccsek közül egyiket sem nyerte meg. Mindez azért érdekes, mert még négyszer játszik az idényben pályaválasztóként, de háromszor budapesti ellenféllel szemben.
- Stef Wils, aki eddig minden fordulóban pályára lépett a szezonban, ősszel egy gólt sem szerzett. Tavasszal ellenben az eddigi három Haladás-találatból kettő is a nevéhez fűződik.
- Ugrai Rolandnak ez volt a második gólja az idényben, az elsőt az MTK ellen érte el.[11]

### Harmadik kör
Győzelem
      Döntetlen
      Vereség
| 23. forduló 2016. március 5., szombat 18.00 (TV: M4 Sport) |

| Ferencvárosi TC                       | 2 – 2               | Diósgyőri VTK                                                           |
| ------------------------------------- | ------------------- | ----------------------------------------------------------------------- |
| Gera 10' Pintér 85' 90+1' Nagy D. 70' | (1 – 1) Jegyzőkönyv | 17' 44' Bognár 88' Novothny 24' Bacsa 26' Egerszegi 54' Okuka 60' James |

| Groupama Aréna, Budapest Nézőszám: 7 144 Játékvezető: Andó-Szabó Sándor (magyar) Asszisztensek: Buzás Balázs és Bozó Zoltán |

DVTK: Radoš — Okuka, Lipták, Tamás, Nemes — Egerszegi (Kovács  83'), Elek — Barczi (James  54'), Koman (Novothny  88'), Bognár — Bacsa · Fel nem használt cserék: Zöldesi (kapus),  Nikházi, Ternován, Eperjesi. Vezetőedző: Egervári Sándor.

Ferencvárosi helyzetekkel kezdődött a mérkőzés, előbb Trinks lövését blokkolták a védők, majd Gera fejese után a keresztléc mentette meg a DVTK-t. A 10. percben megszerezte a vezetést a Fradi, a Böde Dániel ellen elkövetett szabálytalanságért megítélt büntetőt Gera Zoltán értékesítette (1–0). A 17. percben váratlanul egyenlített a Diósgyőr, Bognár István jó 20 méterről lőtte ki a jobb alsó sarkot (1–1). A szünetig elmaradtak a lehetőségek, a második félidőben pedig jobbára a nagy mezőnyfölényben futballozó Ferencváros előtt adódtak helyzetek. A DVTK kontrajátékra rendezkedett be, és a hajráig ez nem is tűnt rossz taktikának, a 85. percben azonban góllá érett a hazaiak nyomása, egy jobb oldali szöglet után Lamah fejese után még kijött a labda Rados kapusról, de az érkező Pintér Ádám az üres kapuba továbbított (2–1). Mégsem nyerte meg a meccset a Fradi, mert a 88. percben Nemes erőszakossága eredményezett diósgyőri helyzetet, a pár pillanattal korábban beállt Novothny Soma pedig a balösszekötő helyéről, 15 méterről a bal alsó sarokba lőtt (2–2). A hosszabbításban a DVTK még szerzett egy érvénytelen találatot, de végül egyik csapat sem tudta a maga javára fordítani a meccset, egy-egy ponttal gazdagodtak a csapatok.
A meccs elején jól futballoztunk, gólt szereztünk, de aztán kis figyelmetlenség után megbüntettek minket. Ez mostanában elég sűrűn előfordul. A Videoton elleni Magyar Kupa-meccsen is így volt, szeretném, ha többet ütköznénk, a test test elleni csata domináljon. Ennek ellenére szemrehányást nem tehetek, harcoltak a srácok. Ugyanakkor mérges vagyok, mert többször is a fejemhez vágták, miért nem nyerünk mindig három, négy, öt góllal. Mi nem a Barcelona vagy a Bayern München vagyunk, nem lehet mindig megbontani az ellenfél védelmét. A másik oldalon álló csapaton is múlik, milyen meccset játszunk. Varga Roland a Videoton elleni kupameccsen kisebb térdproblémával küzdött, ennek ellenére a Diósgyőr ellen játékra jelentkezett, de sajnos újra elkezdett fájni a lába, ezért inkább lecseréltük. Böde Dániel először kezdett, kiharcolt egy tizenegyest, ha még frissebb, még fittebb lesz, s a bokája is tökéletes állapotba kerül, még többet segíthet nekünk.
Örülök az egy pontnak, a Ferencváros pályáján, a bajnokesélyes csapat ellen ez remek eredmény, ez még sokat számíthat a végelszámolásnál. Sajnos a fordulás után a kapunkhoz szegezett a Fradi, nem tudtuk feljebb tolni a védekező zónánkat. A hajrában kaptunk gólt, de volt rá válaszunk, ez jelzi csapatunk erejét, küzdeni tudását, harci szellemét. A friss támadó mindig segíthet… Novothny Somát szerettem volna korábban beküldeni, de nem akartam kockáztatni, hiszen többen is sérüléssel bajlódtak. Örülök, hogy a fiatalember gólt szerzett. Idegesítő, hogy szöglet után kaptunk gólt, nagyobb hatásfokkal kellene kivédekeznünk. A beívelések sajnos problémát okoztak, pedig magas futballistáink vannak.
| 24. forduló 2016. március 9., szerda 18.00 (TV: M4 Sport) |

| Diósgyőri VTK | –           | Videoton FC |
| ------------- | ----------- | ----------- |
|               | Jegyzőkönyv |             |

| DVTK-stadion, Diósgyőr |

| 25. forduló 2016. március 12., szombat 15.30 |

| Újpest FC | –           | Diósgyőri VTK |
| --------- | ----------- | ------------- |
|           | Jegyzőkönyv |               |

| Szusza Ferenc Stadion, Budapest |

| 26. forduló 2016. március 19., szombat 15.30 (TV: M4 Sport) |

| Diósgyőri VTK | –           | Swietelsky–Haladás |
| ------------- | ----------- | ------------------ |
|               | Jegyzőkönyv |                    |

| DVTK-stadion, Diósgyőr |

| 27. forduló 2016. március 30., szerda 18.00 |

| MTK Budapest FC | –           | Diósgyőri VTK |
| --------------- | ----------- | ------------- |
|                 | Jegyzőkönyv |               |

| Illovszky Rudolf Stadion, Budapest |

| 28. forduló 2016. április 2., szombat |

| Békéscsaba 1912 Előre | –           | Diósgyőri VTK |
| --------------------- | ----------- | ------------- |
|                       | Jegyzőkönyv |               |

| Kórház utcai stadion, Békéscsaba |

| 29. forduló 2016. április 6., szerda |

| Diósgyőri VTK | –           | Puskás Akadémia FC |
| ------------- | ----------- | ------------------ |
|               | Jegyzőkönyv |                    |

| DVTK-stadion, Diósgyőr |

| 30. forduló 2016. április 16., szombat |

| Vasas SC | –           | Diósgyőri VTK |
| -------- | ----------- | ------------- |
|          | Jegyzőkönyv |               |

| Illovszky Rudolf Stadion, Budapest |

| 31. forduló 2016. április 20., szerda |

| Diósgyőri VTK | –           | Budapest Honvéd FC |
| ------------- | ----------- | ------------------ |
|               | Jegyzőkönyv |                    |

| DVTK-stadion, Diósgyőr |

| 32. forduló 2016. április 23., szombat |

| Debrecen–Teva | –           | Diósgyőri VTK |
| ------------- | ----------- | ------------- |
|               | Jegyzőkönyv |               |

| Nagyerdei stadion, Debrecen |

| 33. forduló 2016. április 30., szombat |

| Diósgyőri VTK | –           | Paksi FC |
| ------------- | ----------- | -------- |
|               | Jegyzőkönyv |          |

| DVTK-stadion, Diósgyőr |

### A bajnokság állása
| #   | Csapat                       | M  | GY | D  | V  | G+ – G– | GK  | P  | Megjegyzések                                   |
| --- | ---------------------------- | -- | -- | -- | -- | ------- | --- | -- | ---------------------------------------------- |
| 1.  | Ferencvárosi TC (B, KGY) (I) | 33 | 24 | 4  | 5  | 69–23   | +46 | 76 | 2016–2017-es Bajnokok Ligája – 2. selejtezőkör |
| 2.  | Videoton CV (I)              | 33 | 17 | 4  | 12 | 42–29   | +13 | 55 | 2016–2017-es Európa-liga – 1. selejtezőkör     |
| 3.  | Debreceni VSC (I)            | 33 | 14 | 11 | 8  | 48–34   | +14 | 53 | 2016–2017-es Európa-liga – 1. selejtezőkör     |
| 4.  | MTK Budapest (I)             | 33 | 14 | 9  | 10 | 39–37   | +2  | 51 | 2016–2017-es Európa-liga – 1. selejtezőkör     |
| 5.  | Szombathelyi Haladás         | 33 | 13 | 11 | 9  | 33–37   | −4  | 50 |                                                |
| 6.  | Újpest FC                    | 33 | 11 | 13 | 9  | 42–37   | +5  | 46 |                                                |
| 7.  | Paksi FC                     | 33 | 12 | 7  | 14 | 41–40   | +1  | 43 |                                                |
| 8.  | Budapest Honvéd FC           | 33 | 12 | 7  | 14 | 40–39   | +1  | 43 |                                                |
| 9.  | Diósgyőri VTK                | 33 | 10 | 8  | 15 | 37–47   | −10 | 38 |                                                |
| 10. | Vasas SC Ú                   | 33 | 9  | 5  | 19 | 32–54   | −22 | 32 |                                                |
| 11. | Puskás Akadémia (K)          | 33 | 7  | 10 | 16 | 35–51   | −16 | 31 | NB II                                          |
| 12. | Békéscsaba 1912 Előre Ú (K)  | 33 | 6  | 9  | 18 | 25–55   | −30 | 27 | NB II                                          |

Utolsó frissítés: 2016. április 30. 
Forrás: mlsz.hu - tabella 
A rangsorolás alapszabályai: 1. összpontszám, 2. egymás elleni eredmények összpontszáma, 3. gólkülönbség, 4. szerzett gólok száma.
(B): Bajnokcsapat, (K): Kieső csapat, (F): Feljutó csapat, (I): Kupainduló, (R): A rájátszás győztese, (KGY): Kupagyőztes

### Eredmények összesítése
Az alábbi táblázatban összesítve szerepelnek a Diósgyőri VTK 2015–16-os bajnokságban elért eredményei.

A százalék számítás a 3 pontos rendszerben történik.
| Kör (forduló)            | Otthon | Otthon | Otthon | Otthon | Otthon | Otthon | Otthon | Otthon | Idegenben | Idegenben | Idegenben | Idegenben | Idegenben | Idegenben | Idegenben | Idegenben |
| Kör (forduló)            | M      | GY     | D      | V      | LG–KG  | GK     | P      | %      | M         | GY        | D         | V         | LG–KG     | GK        | P         | %         |
| ------------------------ | ------ | ------ | ------ | ------ | ------ | ------ | ------ | ------ | --------- | --------- | --------- | --------- | --------- | --------- | --------- | --------- |
| Első kör (1–11.)         | 6      | 3      | 1      | 2      | 9–9    | 0      | 10     | 55,5   | 5         | 0         | 2         | 3         | 4–12      | –8        | 2         | 13,3      |
| Második kör (12–21.)     | 5      | 2      | 2      | 1      | 6–5    | +1     | 8      | 53,3   | 6         | 1         | 0         | 5         | 4–8       | –4        | 3         | 16,7      |
| Harmadik kör (22–33.)    | —      | —      | —      | —      | –      | —      | —      | —      | —         | —         | —         | —         | –         | —         | —         | —         |
| Összesen (1–33. forduló) | 11     | 5      | 3      | 3      | 15–14  | +1     | 18     | 54,5   | 11        | 1         | 2         | 8         | 8–20      | –12       | 5         | 15,2      |

### Helyezések fordulónként
| Forduló  | 1  | 2  | 3   | 4   | 5   | 6   | 7  | 8   | 9  | 10 | 11 | 12 | 13 | 14 | 16 | 17 | 15 | 18 | 19 | 20 | 21 | 22 | 23 | 24 | 25 | 26 | 27 | 28 | 29 | 30 | 31 | 32 | 33 |
| -------- | -- | -- | --- | --- | --- | --- | -- | --- | -- | -- | -- | -- | -- | -- | -- | -- | -- | -- | -- | -- | -- | -- | -- | -- | -- | -- | -- | -- | -- | -- | -- | -- | -- |
| Helyszín | O  | I  | O   | I   | O   | I   | O  | I   | O  | I  | O  | I  | O  | I  | I  | O  | O  | I  | O  | I  | O  | I  | I  | O  | I  | O  | I  | I  | O  | I  | O  | I  | O  |
| Eredmény | GY | V  | V   | V   | V   | D   | GY | D   | GY | V  | D  | GY | V  | V  | V  | D  | D  | V  | GY | V  | GY | V  |    |    |    |    |    |    |    |    |    |    |    |
| Helyezés | 3. | 7. | 10. | 11. | 12. | 10. | 9. | 10. | 7. | 7. | 8. | 8. | 8. | 9. | 9. | 9. | 9. | 9. | 9. | 9. | 9. | 9. |    |    |    |    |    |    |    |    |    |    |    |

Helyszín: O = Otthon; I = Idegenben. Eredmény: GY = győzelem; D = döntetlen; V = vereség.
A csapat helyezései fordulónként, idővonalon ábrázolva.

### Szerzett pontok ellenfelenként
Az OTP Bank Ligában lejátszott mérkőzések és a megszerzett pontok a Diósgyőri VTK szemszögéből, 
ellenfelenként bontva, a csapatok nevének abc-sorrendjében.
| Ellenfél              | Eredmény            | Eredmény            | Eredmény     | Eredmény     | Pontok |
| Ellenfél              | Első és második kör | Első és második kör | Harmadik kör | Harmadik kör | Pontok |
| Ellenfél              | Otthon              | Idegenben           | Otthon       | Idegenben    | Pontok |
| --------------------- | ------------------- | ------------------- | ------------ | ------------ | ------ |
| Békéscsaba 1912 Előre | 2–0                 | 1–1                 | —            |              | 4      |
| Budapest Honvéd FC    | 2–1                 | 1–2                 |              | —            | 3      |
| Debreceni VSC         | 0–2                 | 0–1                 |              | —            | 0      |
| Ferencvárosi TC       | 0–2                 | 1–3                 |              | —            | 0      |
| MTK Budapest FC       | 1–1                 | 0–5                 | —            |              | 1      |
| Paksi FC              | 1–1                 | 1–1                 |              | —            | 2      |
| Puskás Akadémia FC    | 3–2                 | 0–1                 |              | —            | 3      |
| Swietelsky Haladás    | 1–1                 | 1–2                 |              | —            | 1      |
| Újpest FC             | 2–1                 | 1–2                 | —            |              | 3      |
| Vasas SC              | 2–1                 | 1–0                 | —            |              | 6      |
| Videoton FC           | 1–2                 | 1–2                 |              | —            | 0      |

## Magyar kupa
Győzelem
      Döntetlen
      Vereség

### 1. forduló
Az első forduló sorsolását az MLSZ székházában 2015. július 22-én készítették el.
Résztvevők: összesen 112 csapat.
| 2015. augusztus 12. 17.00 |

| Csornai SE (NB III) | 0 – 2               | Diósgyőri VTK                             |
| ------------------- | ------------------- | ----------------------------------------- |
| Babics 18'          | (0 – 1) Jegyzőkönyv | 16' Koman 48' Bognár 52' Halmai 68' Tamás |

| Kocsis István Városi Sporttelep, Csorna Nézőszám: 700 Játékvezető: Kovács J. Zoltán (magyar) Asszisztensek: Kulman Tamás és Szabó Péter |

- DVTK: Radoš — Németh M., Tamás, Lipták, Nemes — Halmai R. (Kitl  69'), Egerszegi — Takács T., Koman (Bognár  46'), Barczi — Grumić (Bacsa  46') · Fel nem használt cserék: Egyed (kapus), Eperjesi, Kovács. Vezetőedző: Bekő Balázs.

### 2. forduló
A második forduló sorsolását az MLSZ székházában 2015. augusztus 25-én készítették el.
Résztvevők: összesen 56 csapat.
A Balatonfüredi FC az első fordulóban erőnyerő volt.
| 2015. szeptember 23. 15.00 |

| Balatonfüredi FC (NB III) | 0 – 7               | Diósgyőri VTK                                          |
| ------------------------- | ------------------- | ------------------------------------------------------ |
|                           | (0 – 4) Jegyzőkönyv | Grumić 15' 17' 42' Bacsa 38' Bognár 59' 90' Kovács 71' |

| Balatonfüredi FC Sporttelep, Balatonfüred Nézőszám: 500 Játékvezető: Kovács Gergely (magyar) Asszisztensek: Huszár Balázs és Kulman Tamás |

- DVTK: Radoš (Bősz  67') — Okuka, Lipták, Kovács G., Nemes — Egerszegi, Kitl (Kövér  46') — Bacsa, Bognár I., Barczi (Ternován  46') — Grumić · Fel nem használt cserék: Takács, Novothny, Eperjesi. Vezetőedző: Bekő Balázs.

### 3. forduló
A harmadik forduló sorsolását az MLSZ székházában 2015. szeptember 25-én készítették el.
Résztvevők: összesen 32 csapat.
A Kozármisleny SE az első fordulóban hosszabbításban 4–2-re verte hazai pályán a másodosztályú FGSz Siófok csapatát, míg a 2. fordulóban az első osztályú Puskás Akadémiát ütötte el a továbbjutástól 2–0-s eredménnyel.
| 2015. október 14. 15.15 |

| Kozármisleny SE (NB III)                      | 1 – 0               | Diósgyőri VTK                   |
| --------------------------------------------- | ------------------- | ------------------------------- |
| Beke 48' Kovács T. 50' Kiss M. 68' Lantos 78' | (0 – 0) Jegyzőkönyv | 50' Kovács 60' Grumić 77' Okuka |

| Kozármisleny SE Sporttelep, Kozármisleny Nézőszám: 500 Játékvezető: Molnár Attila (magyar) Asszisztensek: Kepe Arnold és Kulman Tamás |

- DVTK: Radoš — Eperjesi (Takács  63'), Lipták, Kovács G., Tamás — Egerszegi, Kitl (Németh  83') — Okuka, Koman (Grumić  46'), Barczi — Bacsa · Fel nem használt cserék: Egyed (kapus), Nemes, Boros, Ternován. Vezetőedző: Bekő Balázs.

## Felkészülési mérkőzések
Győzelem
      Döntetlen
      Vereség

### Ősz
| 2015. szeptember 4. |

| Mezőkövesd–Zsóry                          | 4 – 2               | Diósgyőri VTK           |
| ----------------------------------------- | ------------------- | ----------------------- |
| Máté 18' Rácz 50' Harsányi 64' Molnár 77' | (1 – 1) Jegyzőkönyv | 7' Grumić 62' Csicsvári |

| Városi stadion, Mezőkövesd Nézőszám: 500 Játékvezető: Nagy Róbert (magyar) Asszisztensek: Márkus Tamás és Demeter János |

- Diósgyőri VTK 1. félidő: Bősz — Eperjesi, Lipták, Tamás, Németh M. — Egerszegi, — Bacsa, Bognár I., Grumić, Boros — Novothny
- Diósgyőri VTK 2. félidő: Egyed — Eperjesi, Kovács ., Csicsvári, Németh M. — Halmai (Kövér, 50.), Egerszegi — Bacsa, Bognár, Nemes — Takács T.

| 2015. szeptember 6. Borostyán Mihály Emléktorna (2×25 perc) |

| Sajóbábony                          | 3 – 2               | Diósgyőri VTK           |
| ----------------------------------- | ------------------- | ----------------------- |
| Bazsányi 14' Tátrai 18' Tóth I. 42' | (2 – 0) Jegyzőkönyv | 29' Novothny 47' Bognár |

| Borostyán Mihály Sportközpont, Sajóbábony Nézőszám: 500 Játékvezető: Rúsz Márton (magyar) Asszisztensek: Nagy Sándor és Rideg Martin |

- Diósgyőri VTK: Radoš — Eperjesi, Lipták, Ivánka (Barczi  26'), Németh M. — Egerszegi — Bacsa, Vitelki B., Bognár I., Nemes — Novothny. Vezetőedző: Bekő Balázs.

| 2015. november 13. 14.00 |

| Diósgyőri VTK                      | 3 – 0               | Mezőkövesd–Zsóry |
| ---------------------------------- | ------------------- | ---------------- |
| Kitl 45+1' Bacsa 50' Griffiths 84' | (1 – 0) Jegyzőkönyv |                  |

| DVTK-stadion, Diósgyőr Nézőszám: zárt kapuk mögött Játékvezető: Nagy Róbert (magyar) Asszisztensek: Márkus Tamás és Demeter János |

- Diósgyőri VTK 1. félidő: Radoš — Eperjesi, Csicsvári, Németh M., Nemes — Barczi, Egerszegi, Kitl, Koman — Bognár, Grumić.
- Diósgyőri VTK 2. félidő: Radoš (Antal  63') — Okuka, Bacsa, Németh M., Husić — Nikházi, Egerszegi (Ternován  63'), Kitl (Boros  65'), Koman (Kövér  63') — Bognár (Takács T.  63'), Grumić (Griffiths  63'). Vezetőedző: Bekő Balázs.

### Tél
| 2016. január 13. 14.30 |

| Diósgyőri VTK         | 2 – 0               | FK Lokomotíva Košice |
| --------------------- | ------------------- | -------------------- |
| Barczi 25' Takács 79' | (1 – 0) Jegyzőkönyv |                      |

| DVTK Labdarúgó Edzőközpont, Miskolc Nézőszám: zárt kapuk mögött Játékvezető: Kátai Gábor (magyar) Asszisztensek: Varga Zsolt és Márkus Tamás |

- Diósgyőri VTK: Radoš (Antal  46') — Okuka, Lipták, Kovács, Nemes — James, Kitl — Bacsa, Bognár, Barczi — Novothny. Vezetőedző: Egervári Sándor.
- Diósgyőri VTK a 62. perc után: Antal — Eperjesi, James, Kovács, Németh — Ternován, Nikházi, Kövér, Bacsa — Takács — Griffiths. Vezetőedző: Egervári Sándor.

A 25. percben Barczi indult meg Bognár kiváló labdájával a védők mögött, majd a kimozduló kapus fölött 14 méterről a hálóba emelt (1–0). A 79. percben Ternován passza után Griffiths csavart 17 méterről a kapu jobb oldala felé. Tiňo kapus kiütötte, azonban érkezett Takács, aki az üres kapuba lőtt (2–0).
| 2016. január 16. 11.00 |

| Budaörs SC 1924 (NB II. 3. helyezett) | 0 – 2               | Diósgyőri VTK       |
| ------------------------------------- | ------------------- | ------------------- |
|                                       | (0 – 1) Jegyzőkönyv | Bacsa 16' Koman 50' |

| Árok utcai futballpálya, Budaörs Nézőszám: 500 Játékvezető: Farkas Mátyás (magyar) Asszisztensek: Vígh-Tarsonyi Gergő és Temleitner Krisztián |

- Diósgyőri VTK 1. félidő: Radoš — Okuka, Lipták, Kovács, Németh — James, Egerszegi — Nikházi, Bognár, Koman — Bacsa. Vezetőedző: Egervári Sándor.

A 16. percben Lipták tette előre a labdát a felezővonal tájáról, amit Bognár szépen pörgetett Bacsa elé, aki a 16-os vonalán maga elé tette, majd a kapu bal oldalába lőtt (0–1). Az 50. percben Barczi került helyzetbe, lövését a kapus kivédte, de a kipattanót Koman belőtte a kapuba (2–0).